# Фроловка (Новосибирская область)
Фроловка — упразднённый посёлок в Доволенском районе Новосибирской области России. На момент упразднения входил в состав Согорнского сельсовета. Исключен из учётных данных в 1968 году.

## География
Располагался на юге района,в полуанклавном "выступе" района, в 4,5 км к юго-западу от окраины поселка Брянский.

## История
Посёлок Фроловский был основан в 1920 году. В 1928 году состоял из 25 хозяйств. В административном отношении входил в состав Чернаковского сельсовета Петропавловского района Каменского округа Сибирского края.
С 1951 по 1960 год в составе Травинского сельсовета.
Решением Новосибирского облисполкома от 25.05.1968 году № 341 посёлок исключен из учётных данных.

## Население
По переписи 1926 г. в посёлке проживало 155 человек (88 мужчин и 67 женщин), основное население — русские.